# Побрђе (Дечани)
Побрђе (алб. Pobërgjë/Pobërxhë) је насељено место у општини Дечани, на Косову и Метохији. Према попису становништва из 2011. у насељу је живело 1.314 становника.

## Становништво
Према попису из 2011. године, Побрђе има следећи етнички састав становништва:
| Националност | 2011.          |
| Албанци      | 1.311 (99,77%) |
| недоступно   | 3 (0,23%)      |
| Укупно       | 1.314          |

| Демографија | Демографија | Демографија |
| Година      | Становника  | Становника  |
| ----------- | ----------- | ----------- |
| 1948.       | 667         |             |
| 1953.       | 702         |             |
| 1961.       | 721         |             |
| 1971.       | 917         |             |
| 1981.       | 1.193       |             |
| 1991.       | 1.416       |             |
| 2011.       | 1.314       |             |